# Ентрала
Ентрала (ісп. Entrala) — муніципалітет в Іспанії, у складі автономної спільноти Кастилія-і-Леон, у провінції Самора. Населення — 158 осіб (2010).
Муніципалітет розташований на відстані близько 210 км на північний захід від Мадрида, 8 км на південь від Самори.

## Демографія
Динаміка населення (INE ):